# Yo-Yo Ma
Yo-Yo Ma (馬友友T,  马友友S, Mǎ YǒuyǒuP) (Parigi, 7 ottobre 1955) è un violoncellista statunitense nato in Francia da genitori cinesi.
È ricordato anche per aver partecipato alla serie di film Inspired by Bach ("Ispirato da Bach"), dove interpreta in vari modi le sei suites per violoncello solo di Johann Sebastian Bach.

## Biografia
Nacque in una famiglia di musicisti: la madre, Marina Lu, era una cantante e il padre, Hiao-Tsiun Ma, era un direttore d'orchestra e compositore. All'età di sette anni si trasferì (con la famiglia) a New York, dove tuttora vive con sua moglie Jill Hornor (violinista) e i due figli, Nicholas e Emily. Cominciò a suonare il violoncello dopo aver iniziato, a 4 anni, lo studio del violino, e poi della viola. Fanciullo prodigio, fece la sua prima apparizione in televisione a 8 anni, a fianco di Leonard Bernstein. Ha studiato alla Juilliard School of Music con Leonard Rose e si è successivamente perfezionato con Pablo Casals.
A Salisburgo esegue nel 1978 il Concerto triplo con Anne-Sophie Mutter e i Berliner Philharmonisches Orchester diretto da Herbert von Karajan, nel 1982 il Cello Concerto No. 1 (Haydn) con i Wiener Philharmoniker diretto da Seiji Ozawa, nel 1984 il Concerto per violoncello in Si minore con la Boston Symphony Orchestra, nel 1987 un concerto in trio con Gidon Kremer e Kim Kashkashian, nel 1992 un concerto con musiche di Johann Sebastian Bach ed il Concerto per violoncello in Si minore con la Wiener Philharmoniker diretto da Bernard Haitink, nel 1998 The Protecting Veil di John Tavener con la Deutsches Symphonie Orchester Berlin diretto da Vladimir Ashkenazy e nel 2011 un concerto con la pianista Kathryn Stott.
Al Teatro alla Scala di Milano nel 1983 esegue il concerto per violino, violoncello e orchestra in la minore, op. 102 di Johannes Brahms con la Los Angeles Philharmonic Orchestra, Gidon Kremer e diretta da Zubin Mehta, nel 1984 il Concerto n. 1 per violoncello ed orchestra Op. 107 di Dmitrij Šostakovič diretta da Gennadij Roždestvenskij, nel 1985 il Concerto per violoncello in Si minore diretto da Simon Rattle, nel 1986 un recital per violoncello e pianoforte, un altro nel 1988 con Emanuel Ax ed ancora nel 1992, un concerto con il Quartetto Stern (Isaac Stern, Jaime Laredo, Yo-Yo Ma ed Emanuel Ax). ed il Concerto per violoncello e orchestra in La minore op. 129 di Robert Schumann, diretto da Riccardo Muti e trasmesso da Rete 4 nel 1995. Nel 2007 esegue il brano Malena contenuto nell'album We All Love Ennio Morricone. Nel 2010 esegue While My Guitar Gently Weeps con Carlos Santana contenuta nell'album Guitar Heaven: The Greatest Guitar Classics of All Time.

## Strumenti
Il suo violoncello principale è un Domenico Montagnana costruito a Venezia nel 1733, chiamato Petunia e pagato 2,5 milioni di dollari, ma dispone anche di uno Stradivari (Stradivari Davidov) appartenuto anche a Jacqueline du Pré e a lui destinato in uso, dopo la morte di lei nel 1987, dalla fondazione Vuitton.

## Discografia
1981
- Haydn: Cello Concertos - Yo-Yo Ma/English Chamber Orchestra, Sony

1983
- Beethoven: Sonate per violoncello, Op. 5, N. 1 e 2 con Emanuel Ax - Sony
- Camille Saint-Saëns, Lalo: Concerti per violoncello - Yo-Yo Ma/L'Orchestre national de France/Lorin Maazel, Sony BMG/CBS
- Fritz Kreisler, Paganini: Opere
- Bach, Cello Suites Nos. 1, 5 & 6, Sony

1984
- Haydn: I tre concerti preferiti -- Concerti per violoncello, violino e tromba
- Bach: Sonate per viola da gamba e clavicembalo con Kenneth Cooper, CBS
- Beethoven: Sonate per Violoncello N. 3 e 5 - Yo-Yo Ma & Emanuel Ax, Sony/CBS
- Claude Bolling: Suite per violoncello e trio di pianoforti jazz - Sony
- Dmitrij Dmitrievič Šostakovič, Dmitry Borisovich Kabalevsky: Concerti per violoncello
- Shostakovich & Kabalevsky: Cello Concerto No. 1 - Yo-Yo Ma/Eugene Ormandy/The Philadelphia Orchestra/Nolan Miller, SONY BMG/CBS

1985
- Mozart: Divertimento, K. 563 in E-Flat Major - Gidon Kremer/Kim Kashkashian/Yo-Yo Ma, Sony
- Elgar & Walton: Cello Concertos - London Symphony Orchestra, Sony - Grammy Award Miglior interpretazione solista di musica classica con orchestra
- Beethoven: Triple Concerto; Overtures - Anne-Sophie Mutter/Berliner Philharmoniker/Mark Zeltser/Yo-Yo Ma, Deutsche Grammophon

1986
- Melodie giapponesi
- Schubert: Quintetto in do maggiore - Yo-Yo Ma & Cleveland Quartet, Sony/CBS
- Brahms: Sonatas for Cello and Piano - Emanuel Ax, BMG - Grammy Award for Best Chamber Music Performance 1986

1986
- Haydn: Concerti per Violoncello
- Beethoven: Cello Sonata No.4; Variations - Emanuel Ax, Sony BMG - Grammy Award for Best Chamber Music Performance 1987
- Strauss: Don Chisciotte; Schoenberg: Concerto per violoncello - Yo-Yo Ma/Boston Symphony Orchestra/Seiji Ozawa, Sony/CBS
- Dvorak: Concerto per violoncello; Silent Woods; Rondò - Yo-Yo Ma/Lorin Maazel/Berliner Philharmoniker, Sony/CBS

1987
- Beethoven: Tutte le sonate per violoncello
- Boccherini: Concerto per violoncello; J.C. Bach: Sinfonia Concertante
- Mozart: Adagio e Fuga in do minore; Schubert: Quartetto d'archi N. 15 - Sony/CBS

1988
- Shostakovich: Piano Trio No. 2, Cello Sonata - Isaac Stern/Yo-Yo Ma/Emanuel Ax, SONY BMG/CBS
- Dvořák: Piano Trios - Yo-Yo Ma/Young Uck Kim/Emanuel Ax, SONY BMG/CBS
- Schumann: Cello Concerto, Adagio & Allegro, Fantasiestücke - Yo-Yo Ma/Sir Colin Davis/Symphonieorchester des Bayerischen Rundfunks/Emanuel Ax, Sony

1989
- Barber: Cello Concerto - Britten: Symphony for Cello & Orchestra - David Zinman & Baltimore Symphony Orchestra, Sony - Grammy Award Miglior interpretazione solista di musica classica con orchestra 1990
- Dvořák, Haydn & Schumann: Great Cello Concertos - Berliner Philharmoniker/Lorin Maazel/Yo-Yo Ma, SONY BMG/CBS
- Shostakovich: Quartet No. 15 - Gubaidulina: Rejoice! - Daniel Phillips/Gidon Kremer/Kim Kashkashian/Yo-Yo Ma, SONY BMG/CBS
- Anything Goes - Stéphane Grappelli & Yo-Yo Ma Play Cole Porter - SONY BMG
- Strauss and Britten Cello Sonatas - Yo-Yo Ma & Emanuel Ax, Sony/CBS

1990
- Brahms: The Piano Quartets Op. 25, 26 & 60 - Emanuel Ax, Isaac Stern, Jaime Laredo, Sony BMG - Grammy Award for Best Chamber Music Performance 1992

1991
- Rachmaninov & Prokofiev: Cello Sonatas - Yo-Yo Ma & Emanuel Ax, SONY BMG

1992
- Prokofiev: Sinfonia Concertante - Tchaikovsky: Rococco Variations & Andante Cantabile - Lorin Maazel, Pittsburgh Symphony Orchestra, Sony - Grammy Award Miglior interpretazione solista di musica classica con orchestra 1993
- Brahms: Sonatas for Cello and Piano - Emanuel Ax, BMG - Grammy Award for Best Chamber Music Performance 1993
- Hush - Yo-Yo Ma/Bobby McFerrin, Sony
- Schoenberg: Verklärte Nacht & String Trio - Juilliard String Quartet/Walter Trampler/Yo-Yo Ma, SONY BMG
- Brahms: Sextets - Cho-Liang Lin/Emanuel Ax/Isaac Stern/Jaime Laredo/Michael Tree/Sharon Robinson/Yo-Yo Ma, SONY BMG

1993
- Ma: Made in America - Gilbert Kalish/Jeffrey Kahane/Lynn Chang/Ronan Lefkowitz/Yo-Yo Ma, SONY BMG

1994
- The New York Album - Albert, Bartók & Bloch - David Zinman, Baltimore Symphony Orchestra, Sony - Grammy Award Miglior interpretazione solista di musica classica con orchestra 1995
- Beethoven, Schumann: Piano Quartets - Emanuel Ax/Isaac Stern/Jaime Laredo/Yo-Yo Ma, 1994 SONY BMG
- Chopin: Chamber Music - Emanuel Ax/Eva Osinska/Pamela Frank/Yo-Yo Ma, SONY BMG

1995
- Brahms, Beethoven, Mozart: Clarinet Trios - Emanuel Ax & Richard Stoltzman, Sony - Grammy Award for Best Chamber Music Performance 1996
- Beethoven: Triple Concerto - Daniel Barenboim/Yo-Yo Ma/Itzhak Perlman, EMI

1996
- Danielpour, Kirchner & Rouse: Concertos for Violoncello and Orchestra - David Zinman & The Philadelphia Orchestra, Sony - Grammy Award Miglior interpretazione solista di musica classica con orchestra e Grammy Award al miglior album di musica classica 1998
- Appalachia Waltz, Yo-Yo Ma, Edgar Meyer & Mark O'Connor, Sony
- Schubert: Trout Quintet; Arpeggione sonata; Die Forelle - Barbara Bonney/Edgar Meyer/Emanuel Ax/Pamela Frank/Rebecca Young/Yo-Yo Ma, SONY BMG
- Schubert & Boccherini: String Quintets - Cho-Liang Lin/Isaac Stern/Jaime Laredo/Sharon Robinson/Yo-Yo Ma, SONY BMG

1997
- Astor Piazzolla - Yo-Yo Ma: Soul of the tango, Sony BMG - Grammy Award for Best Classical Crossover Album 1999
- Seven Years In Tibet/Sette anni in Tibet (Original Motion Picture Soundtrack), John Williams & Yo-Yo Ma, Sony
- Mozart: Piano Quartets - Emanuel Ax/Isaac Stern/Jaime Laredo/Yo-Yo Ma, SONY BMG
- Tan Dun: Symphony 1997 - Yo-Yo Ma, Sony

1998
- "Bach: The Cello Suites - Inspired By Bach" - Sony
- Korngold, Schmidt: Music for Strings and Piano Left Hand - Jaime Laredo/Joel Smirnoff/Joseph Silverstein/Leon Fleisher/Michael Tree/Yo-Yo Ma, SONY BMG
- Tavener, The Protecting Veil & Wake Up...and Die - Yo-Yo Ma/Baltimore Symphony Orchestra/David Zinman, SONY BMG

1999
- Yo-Yo Ma: Solo, Sony - settima posizione nella classifica Classical Albums
- Brahms: Concerto No. 2 for Piano and Orchestra, Op. 83 & Sonata In D Major, Op. 78 - Bernard Haitink/Boston Symphony Orchestra/Emanuel Ax/Yo-Yo Ma, SONY BMG

2000
- Appalachian Journey - Alison Krauss/Edgar Meyer/James Taylor/Mark O'Connor/Yo-Yo Ma, Sony - Grammy Award for Best Classical Crossover Album 2001 e prima posizione nella classifica Classical Albums
- Simply Baroque (Expanded Edition) - Amsterdam Baroque Orchestra/Ton Koopman, Sony - terza posizione nella classifica Classical Albums
- Crouching Tiger, Hidden Dragon/La tigre e il dragone (Original Motion Picture Soundtrack) - Tan Dun & Yo-Yo Ma, SONY BMG
- Corigliano: Phantasmagoria - Yo-Yo Ma/Emanuel Ax/James Tocco, SONY BMG

2001
- Classic Yo-Yo, Sony BMG - seconda posizione nella classifica Classical Albums
- Silk Road Journeys - When Strangers Meet - The Silk Road Ensemble, Sony BMG - seconda posizione nella classifica Classical Albums

2002
- Artist's Choice - Yo-Yo Ma - Music That Matters to Him, Sony - quinta posizione nella classifica Classical Albums
- Naqoyqatsi (Original Motion Picture Soundtrack) - Philip Glass & Yo-Yo Ma, SONY BMG
- Yo-Yo Ma Plays the Music of John Williams - Yo-Yo Ma/John Williams/The Recording Arts Orchestra of Los Angeles, SONY BMG

2003
- Beethoven: Conc. per pf., vl. e vlc. op. 56 "Triploconcerto" - Karajan/Mutter/Zeltser/BPO, Deutsche Grammophon
- Obrigado Brazil - Jorge Calandrelli, Sony - Grammy Award for Best Classical Crossover Album 2004 e prima posizione nella classifica Classical Albums
- Paris - La Belle Époque - Yo-Yo Ma & Kathryn Stott, SONY BMG

2004
- Vivaldi's Cello, Sony - seconda posizione nella classifica Classical Albums
- Obrigado Brazil Live in Concert, Sony - terza posizione nella classifica Classical Albums
- Yo-Yo Ma Plays Ennio Morricone - Ennio Morricone, Roma Sinfonietta, Sony - terza posizione nella classifica Classical Albums
- Fauré: Piano Quartets Nos. 1 & 2 - Emanuel Ax/Isaac Stern/Jaime Laredo/Kathryn Stott/Yo-Yo Ma, SONY BMG

2005
- Silk Road Journeys: Beyond the Horizon - The Silk Road Ensemble, Sony - terza posizione nella classifica Classical Albums
- The Essential Yo-Yo Ma, Sony - ottava posizione nella classifica Classical Albums
- Memoirs of a Geisha/Memorie di una geisha (film) (colonna sonora), con Itzhak Perlman (diretta e composta da John Williams)

2007
- New Impossibilities - Silk Road Ensemble, Chicago Symphony Orchestra, Sony Classical - seconda posizione nella classifica Classical Albums
- Yo-Yo Ma: Appassionato, Sony - quarta posizione nella classifica Classical Albums

2008
- Yo-Yo Ma & Friends - Songs of Joy and Peace, Sony - Grammy Award for Best Classical Crossover Album 2010 e prima posizione nella classifica Classical Albums

2010
- Mendelssohn: Piano Trios, Op. 49 & Op. 66 - Emanuel Ax, Yo-Yo Ma & Itzhak Perlman - Sony Music Entertainment - nona posizione nella classifica Greca

2011
- The Goat Rodeo Sessions - Stuart Duncan, Edgar Meyer & Chris Thile, Sony - prima posizione nella classifica Classical Albums e Grammy Award for Best Folk Album 2013

2013
- A Playlist Without Borders - The Silk Road Ensemble with Yo-Yo Ma, Sony - ottava posizione nella Classical Albums

2015
- Songs From The Arc Of Life con Kathryn Stott, Sony - prima posizione nella classifica Classical Albums

## Filmografia
- Yo-Yo Ma e i musicisti della via della seta, film del 2016
- Tenacious D in Post Apocalypto, album del 2018
- Glass Onion: Knives Out (Glass Onion: A Knives Out Mystery), regia di Rian Johnson (2022)